# Pietro Bernotti
Pietro Bernotti (Casale Monferrato, 24 agosto 1884 – Monte San Michele, 22 ottobre 1915) è stato un militare italiano, medaglia d'oro al valor militare.

## Biografia
Arruolato nel Regio esercito, combatté nella prima guerra mondiale, in servizio nel 155º reggimento brigata "Alessandria"; partecipò alla terza battaglia dell'Isonzo, distinguendosi nella difesa delle trincee italiane nella linea del fronte sul monte San Michele.
L'8 dicembre 1915 gli fu conferita la medaglia d'oro al valor militare alla memoria.